# Rząd Tymczasowy Rzeczypospolitej Polskiej

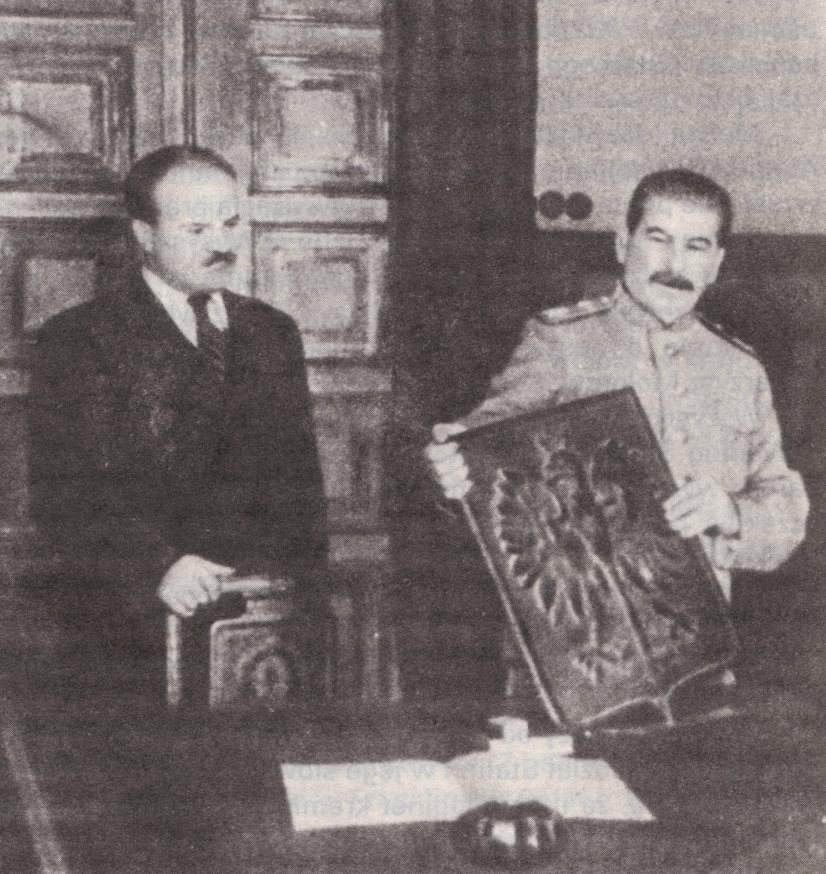
Mołotow i Stalin z godłem RP (15 listopada 1944)

Rząd Tymczasowy Rzeczypospolitej Polskiej – rząd marionetkowy powołany formalnie przez KRN, faktycznie decyzją polityczną Józefa Stalina 31 grudnia 1944 w miejsce PKWN. Przemiana miała znaczny ciężar gatunkowy. Polscy komuniści działający pod patronatem ZSRR oficjalnie powołali swój rząd – konkurencyjny wobec Rządu RP na uchodźstwie powszechnie uznawanego na forum międzynarodowym – przejmując w ten sposób władzę nad zajętymi przez Armię Czerwoną ziemiami polskimi leżącymi na zachód od linii Curzona. Był to ze strony Stalina element tzw. „polityki faktów dokonanych” – polityczne przygotowanie przed zimową ofensywą Armii Czerwonej mającą na celu zajęcie wszystkich ziem polskich w granicach sprzed wojny. Jednocześnie był to dowód znaczącego usztywnienia stanowiska ZSRR wobec mocarstw anglosaskich koalicji antyhitlerowskiej, co do roli Rządu RP na uchodźstwie w tworzeniu powojennych władz Polski.
Premierem Rządu Tymczasowego został dotychczasowy przewodniczący PKWN – Edward Osóbka-Morawski (kierował również sprawami zagranicznymi); wicepremierami zostali Władysław Gomułka z PPR i Stanisław Janusz z koncesjonowanego SL; ministrem obrony narodowej został generał Michał Rola-Żymierski, zaś ministrem bezpieczeństwa publicznego Stanisław Radkiewicz. Za radą Stalina Bolesław Bierut, który od 11 września 1944 miał uprawnienia głowy państwa, otrzymał tytuł Prezydenta KRN.
Podczas gdy PKWN był uznawany wyłącznie przez ZSRR, Rząd Tymczasowy został oficjalnie uznany przez ZSRR, Czechosłowację i Jugosławię oraz wymienił przedstawicieli z Francją. 1 lutego 1945 rząd przeniósł się z Lublina do Warszawy, gdzie jego siedzibą był budynek Dyrekcji Kolei Państwowych przy ul. Targowej 74.
Komuniści podkreślali, że Rząd Tymczasowy ma charakter koalicyjny – jednakże była to mistyfikacja z ich strony, ponieważ kluczowe resorty były kontrolowane przez komunistów. Specjalnym nadzorcą (komisarzem) Rządu Tymczasowego ze strony władz radzieckich został gen. Iwan Sierow, początkowo nieoficjalnie, później (6 marca 1945) mianowany formalnie doradcą NKWD przy Ministerstwie Bezpieczeństwa Publicznego (MBP).
Powołanie Rządu Tymczasowego przyjęto na Zachodzie bez złudzeń. Rząd RP na uchodźstwie wydał deklarację, w której stwierdzono, że ZSRR dokonał „zamachu na suwerenne prawa narodu polskiego”. Protesty przeciwko postępującemu zniewoleniu Polski przez ZSRR wyrazili zarówno Winston Churchill, jak i Franklin Delano Roosevelt, a przede wszystkim opinia publiczna Anglii i Stanów Zjednoczonych. Na konferencji jałtańskiej w lutym 1945 roku Wielka Trójka ustaliła, że nowy rząd Polski powstanie przez uzupełnienie składu Rządu Tymczasowego (na jego bazie), poprzez wprowadzenie do niego indywidualnych „Polaków z kraju i zagranicy” – całkowicie przemilczano istnienie Rządu RP na emigracji jako podmiotu prawa międzynarodowego. Rząd RP na uchodźstwie oświadczył w konsekwencji:

„W memorandum złożonym przed konferencją rządom Wielkiej Brytanii i Stanów Zjednoczonych rząd polski wyraził przekonanie, że nie wezmą one udziału w żadnych decyzjach dotyczących sprzymierzonego państwa polskiego bez konsultowania i zgody rządu polskiego. Jednocześnie zgłosił on gotowość szukania rozstrzygnięcia sporu wszczętego przez Rosję Sowiecką w drodze normalnych metod w procedurze międzynarodowej, opartych na poszanowaniu praw obu państw będących w sporze. Pomimo to decyzje Konferencji Trzech zostały przygotowane i powzięte nie tylko bez udziału i upoważnienia rządu polskiego, ale i bez jego wiedzy (...) Rząd polski oświadcza, że decyzje Konferencji Trzech dotyczące Polski nie mogą być uznane przez rząd polski i nie mogą obowiązywać narodu polskiego.”

Oświadczenie to zostało zignorowane – protest miał charakter symboliczny. W tych warunkach 21 lutego 1945 Rada Jedności Narodowej, czyli parlament Polski Podziemnej, postanowiła uznać ustalenia z Jałty, mimo że jej zdaniem warunki oznaczają dla Polski nowe, niezmiernie ciężkie i krzywdzące ofiary. Ostatnią nadzieją dla polskich ugrupowań niepodległościowych stało się ich wejście do deklarowanego w Jałcie rządu „jedności narodowej”, aby nie zdominowali go komuniści podporządkowani Stalinowi. 28 marca 1945 zaproszeni przez sowieckiego płk. Pimienowa (deklarującego się jako pełnomocnik marszałka Żukowa) na rozmowy o współpracy przedstawiciele Polskiego Państwa Podziemnego z Delegatem Rządu na Kraj Janem Stanisławem Jankowskim, komendantem głównym Armii Krajowej Leopoldem Okulickim, przewodniczącym RJN Kazimierzem Pużakiem i całym składem Krajowej Rady Ministrów, których nazwiska zostały uprzednio przekazane przez Brytyjczyków Stalinowi (jako tożsamość potencjalnych partnerów negocjacyjnych – „Polaków z kraju” – dla realizacji postanowień jałtańskich), zostali po przybyciu na umówione miejsce rozmów w Pruszkowie aresztowani przez NKWD i wywiezieni samolotem na moskiewską Łubiankę. Operacją kierował Iwan Sierow.
Do końca wojny (8 maja 1945) Rząd Tymczasowy ustanowił swoją administrację na całym powojennym terytorium Polski z wyjątkiem Szczecina, pozostającego pod bezpośrednią wojskową administracją sowiecką do zakończenia konferencji w Poczdamie w lipcu 1945.
Rząd Tymczasowy nie uczestniczył (w braku uznania międzynarodowego) w konferencji w San Francisco, konstytuującej ONZ.
21 kwietnia w Moskwie podpisano Układ o przyjaźni, pomocy wzajemnej i współpracy powojennej między Związkiem Socjalistycznych Republik Radzieckich i Rzecząpospolitą Polską, mimo upoważnienia do ratyfikacji udzielonego przez KRN 5 maja 1945 r. został ratyfikowany przez Bieruta dopiero 19 września.
28 czerwca 1945, po konferencji w Moskwie z udziałem Stanisława Mikołajczyka, RTRP przekształcił się w Tymczasowy Rząd Jedności Narodowej (TRJN) poprzez wprowadzenie do niego pięciu ministrów związanych z Mikołajczykiem (który sam został wicepremierem i ministrem rolnictwa), którzy objęli drugorzędne resorty. Równolegle do konferencji w Moskwie toczył się pokazowy proces szesnastu aresztowanych pod pretekstem rokowań dla wykonania postanowień jałtańskich przywódców Polskiego Państwa Podziemnego.

## Rząd Tymczasowy Rzeczypospolitej Polskiej (1944–1945)
| Funkcja                                     | Imię i nazwisko          | Imię i nazwisko              | Czas pełnienia funkcji | Czas pełnienia funkcji |
| Funkcja                                     | Imię i nazwisko          | Imię i nazwisko              | Od                     | Do                     |
| ------------------------------------------- | ------------------------ | ---------------------------- | ---------------------- | ---------------------- |
| Prezes Rady Ministrów                       |                          | Edward Osóbka-Morawski (PPS) | 31 grudnia 1944(dts)   | 28 czerwca 1945(dts)   |
| Minister spraw zagranicznych                | 31 grudnia 1944(dts)     | Edward Osóbka-Morawski (PPS) | 2 maja 1945(dts)       |                        |
| I wiceprezes Rady Ministrów                 |                          | Władysław Gomułka (PPR)      | 31 grudnia 1944(dts)   | 28 czerwca 1945(dts)   |
| II wiceprezes Rady Ministrów                |                          | Stanisław Janusz (SL)        | 31 grudnia 1944(dts)   | 28 czerwca 1945(dts)   |
| Minister rolnictwa i reform rolnych         | Edward Bertold (SL)      | 31 grudnia 1944(dts)         | 28 czerwca 1945(dts)   |                        |
| Minister skarbu                             |                          | Konstanty Dąbrowski (PPS)    | 31 grudnia 1944(dts)   | 28 czerwca 1945(dts)   |
| Minister poczt i telegrafów                 |                          | Tadeusz Kapeliński (SL)      | 31 grudnia 1944(dts)   | 28 czerwca 1945(dts)   |
| Minister administracji publicznej           | Józef Maślanka (SL)      | 31 grudnia 1944(dts)         | 1 kwietnia 1945(dts)   |                        |
| Minister informacji i propagandy            |                          | Stefan Matuszewski (PPS)     | 31 grudnia 1944(dts)   | 28 czerwca 1945(dts)   |
| Minister przemysłu                          |                          | Hilary Minc (PPR)            | 31 grudnia 1944(dts)   | 28 czerwca 1945(dts)   |
| Minister aprowizacji i handlu               |                          | Teodor Piotrowski (PPS)      | 31 grudnia 1944(dts)   | 7 kwietnia 1945(dts)   |
| Minister komunikacji                        |                          | Jan Rabanowski (SD)          | 31 grudnia 1944(dts)   | 28 czerwca 1945(dts)   |
| Minister bezpieczeństwa publicznego         |                          | Stanisław Radkiewicz (PPR)   | 31 grudnia 1944(dts)   | 28 czerwca 1945(dts)   |
| Minister kultury i sztuki                   |                          | Wincenty Rzymowski (SD)      | 31 grudnia 1944(dts)   | 2 maja 1945(dts)       |
| Minister spraw zagranicznych                | 2 maja 1945(dts)         | Wincenty Rzymowski (SD)      | 28 czerwca 1945(dts)   |                        |
| Minister oświaty                            |                          | Stanisław Skrzeszewski (PPR) | 31 grudnia 1944(dts)   | 28 czerwca 1945(dts)   |
| Minister pracy, opieki społecznej i zdrowia |                          | Wiktor Trojanowski (PPS)     | 31 grudnia 1944(dts)   | 14 kwietnia 1945(dts)  |
| Minister pracy i opieki społecznej          | 14 kwietnia 1945(dts)    | Wiktor Trojanowski (PPS)     | 28 czerwca 1945(dts)   |                        |
| Minister sprawiedliwości                    |                          | Edmund Zalewski (SL)         | 31 grudnia 1944(dts)   | 2 maja 1945(dts)       |
| Minister kultury i sztuki                   | 2 maja 1945(dts)         | Edmund Zalewski (SL)         | 28 czerwca 1945(dts)   |                        |
| Minister obrony narodowej                   |                          | Michał Żymierski (PPR)       | 31 grudnia 1944(dts)   | 28 czerwca 1945(dts)   |
| Minister administracji publicznej           | Edward Ochab (PPR)       | 7 kwietnia 1945(dts)         | 28 czerwca 1945(dts)   |                        |
| Minister aprowizacji i handlu               | Jerzy Sztachelski (PPR)  | 7 kwietnia 1945(dts)         | 28 czerwca 1945(dts)   |                        |
| Minister zdrowia                            |                          | Franciszek Litwin (SL)       | 14 kwietnia 1945(dts)  | 28 czerwca 1945(dts)   |
| Minister sprawiedliwości                    |                          | Henryk Świątkowski (PPS)     | 2 maja 1945(dts)       | 28 czerwca 1945(dts)   |
| Minister odbudowy                           | Michał Kaczorowski (PPS) | 11 czerwca 1945(dts)         | 28 czerwca 1945(dts)   |                        |

## W dniu zaprzysiężenia 31 grudnia 1944
- Edward Osóbka-Morawski (PPS) – prezes Rady Ministrów, minister spraw zagranicznych
- Władysław Gomułka (PPR) – I wiceprezes Rady Ministrów
- Stanisław Janusz (SL) – II wiceprezes Rady Ministrów
- Edward Bertold (SL) – minister rolnictwa i reform rolnych
- Konstanty Dąbrowski (PPS) – minister skarbu
- Tadeusz Kapeliński (SL) – minister poczt i telegrafów
- Józef Maślanka (SL) – minister administracji publicznej
- Stefan Matuszewski (PPS) – minister informacji i propagandy
- Hilary Minc (PPR) – minister przemysłu
- Teodor Piotrowski (PPS) – minister aprowizacji i handlu
- Jan Rabanowski (SD) – minister komunikacji
- Stanisław Radkiewicz (PPR) – minister bezpieczeństwa publicznego
- Wincenty Rzymowski (SD) – minister kultury i sztuki
- Stanisław Skrzeszewski (PPR) – minister oświaty
- Wiktor Trojanowski (PPS) – minister pracy, opieki społecznej i zdrowia
- Edmund Zalewski (SL) – minister sprawiedliwości
- Michał Żymierski (PPR) – minister obrony narodowej

## Zmiany w składzie Rady Ministrów
- 1 kwietnia 1945:
  - Józef Maślanka odwołany ze stanowiska ministra administracji publicznej.
- 7 kwietnia 1945:
  - Teodor Piotrowski odwołany ze stanowiska ministra aprowizacji i handlu.
  - Edward Ochab (PPR) powołany na ministra administracji publicznej (dotychczas podsekretarz stanu w ministerstwie),
  - Jerzy Sztachelski (PPR) powołany na ministra aprowizacji i handlu (dotychczas wojewoda białostocki).
- 11 kwietnia 1945 :
  - Przekształcenie Ministerstwa Pracy, Opieki Społecznej i Zdrowia w Ministerstwo Pracy i Opieki Społecznej – minister Wiktor Trojanowski, oraz Ministerstwo Zdrowia – minister Franciszek Litwin (SL).
- 2 maja 1945:
  - Edward Osóbka-Morawski odwołany ze stanowiska ministra spraw zagranicznych,
  - Wincenty Rzymowski odwołany ze stanowiska ministra kultury i sztuki,
  - Edward Zalewski odwołany ze stanowiska ministra sprawiedliwości,
  - Edmund Zalewski powołany na ministra kultury i sztuki,
  - Wincenty Rzymowski powołany na ministra spraw zagranicznych,
  - Henryk Świątkowski (PPS) powołany na ministra sprawiedliwości.
- 24 maja 1945:
  - Utworzenie ministerstwa odbudowy – ministrem został Michał Kaczorowski (PPS).